# Clerval (Doubs)
Clerval és un antic municipi francès del departament del Doubs i la regió de Borgonya - Franc Comtat. La seva història es remunta al segle xii. El 1278 consta amb el nom de «Clairvaux» i el 1405 amb el nom de «Claireval». Als segles xvii i xviii apareix com a «Clereval», «Clairval», «Claireval» i «Claravallis» (en el segell de la vila).
L'1 de gener del 2017 fou fusionat amb Santoche per formar el nou municipi de Pays-de-Clerval.